# تاج‌خروسی
سرخ تاج‌خروسی
تاج‌خروسی (انگلیسی: Amaranth) پرده‌ای از رنگ سرخ است که تقریباً به رنگ گل گیاه تاج خروس است.